# Athesphatoplia curiosa
Athesphatoplia curiosa är en skalbaggsart som beskrevs av Marc Lacroix 1998. Athesphatoplia curiosa ingår i släktet Athesphatoplia och familjen Melolonthidae. Inga underarter finns listade.